# Aiguille du Grépon
Die Aiguille du Grépon ist ein Alpengipfel im Montblanc-Massiv mit einer Höhe von 3482 m. Der Grépon ist der höchste Punkt eines scharfen Granitgrats östlich des Glacier des Nantillons oberhalb von Chamonix und nordöstlich der Aiguille du Midi.
Die Erstbesteigung gelang Albert Mummery, Alexander Burgener und B. Venetz am 5. August 1881. Diese Erstbegehung markierte den Beginn einer neuen Entwicklung im Alpinismus, da an dem später so genannten Mummery-Riss bis dahin nicht für möglich gehaltene Kletterschwierigkeiten (einige Meter IV+) gemeistert wurden.
Drei Wochen vor Mummerys Grépon-Besteigung standen Peter Knubel aus St. Niklaus und sein Schwager Johann Petrus aus Stalden mit ihren Gästen, den Brüdern Francis M. und Gerald W. Balfour, auf der Grépon-Südspitze (3385 m).

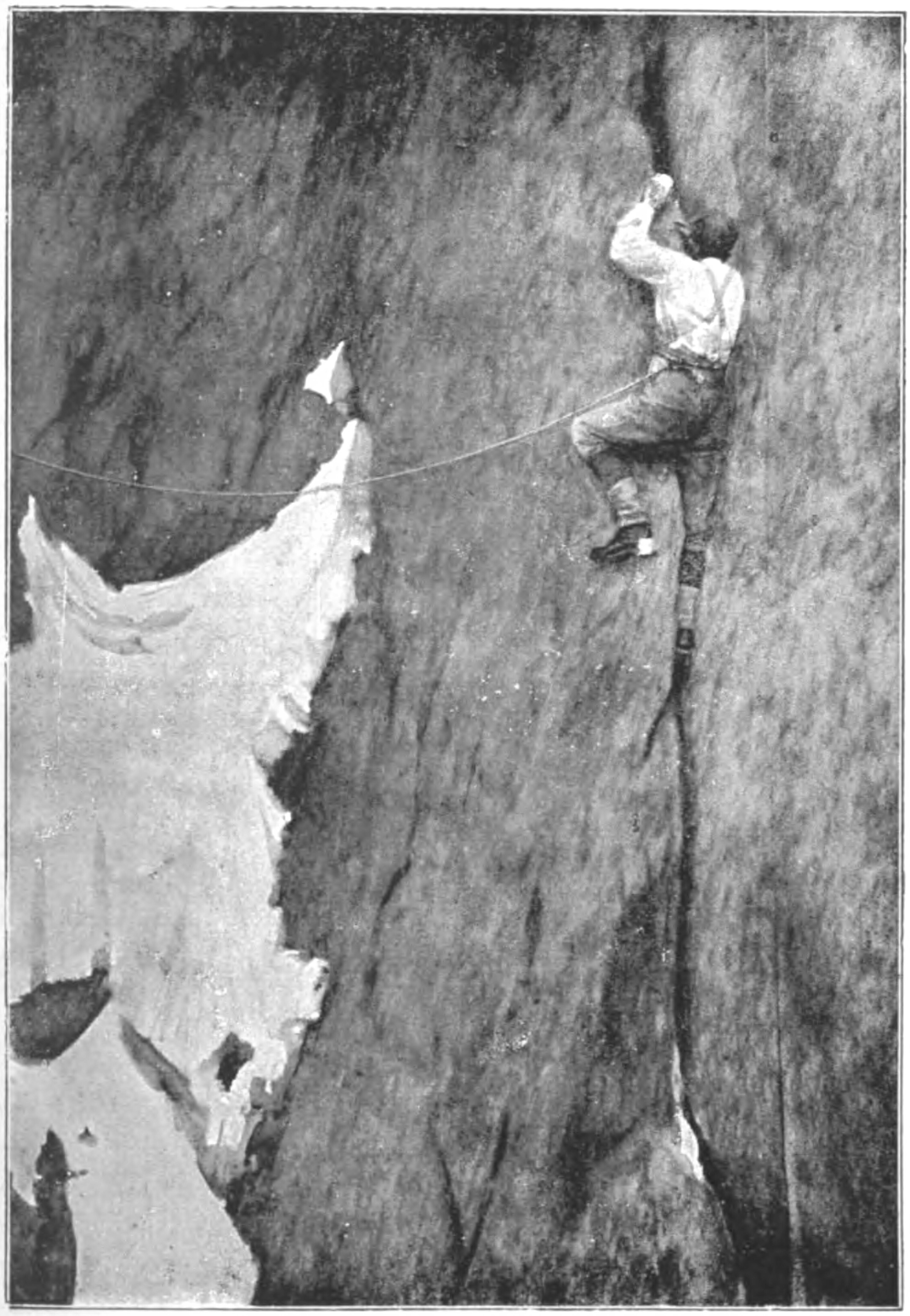
Albert F. Mummery klettert an dem später nach ihm benannten Riss des Grépon (4. August 1893)